# Agave underwoodii
Agave underwoodii är en sparrisväxtart som beskrevs av William Trelease. Agave underwoodii ingår i släktet Agave och familjen sparrisväxter. Inga underarter finns listade i Catalogue of Life.